# Duje Čop
Duje Čop (Vinkovci, 1. veljače 1990.) hrvatski je nogometaš koji igra na poziciji napadača. Trenutačno igra za Rijeku. Sin je Davora Čopa.

## Klupska karijera
Duje je počeo igrati nogomet s osam godina u Vinkovcima, tamošnjoj Lokomotivi, a kasnije prešao u Cibaliju gdje mu je otac u to vrijeme bio trener. Kasnije odlazi u redove splitskog Hajduka gdje na proljeće 
2007. prelazi u juniorsku momčad Joška Španjića iako je po godinama još uvijek mogao igrati u kadetskoj momčadi.
18. travnja 2007. trener seniorske momčadi Ivan Pudar zbog velikog broja ozljeda poziva mladog Čopa za prvenstvenu utakmicu s Kamen Ingradom na Poljudu (4:0). Duje je u 76. minuti zabilježio debi u momčadi, a u 89. minuti utakmice, u svojoj trinaestoj profesionalnoj minuti, i svoj prvi pogodak.
Sezonu potom dobiva puno veće povjerenje trenera, posebice Roberta Jarnija te bilježi 14 utakmica, no, ne na svojoj prirodnoj napadačkoj poziciji, već kao vezni igrač. Svejedno, i tu pokazuje vrsno nogometno umijeće te privlači pažnju zagrebačkog Dinama. Iako je dugo bio na pragu prelaska u Maksimir nakon Dinamova odustajanja odlazi u portugalski Nacional.
Nakon povratka iz Portugala igra za matični Hajduk za koji u dvije sezone bilježi 24 nastupa u prvenstvu te 8 golova. Početkom srpnja 2011. dobiva slobodne papire u klubu i potpisuje četverogodišnji ugovor s gradskim rivalom Splitom. U parku mladeži Duje se zadržao samo godinu dana, a njegove dobre igre u crvenom dresu Splita rezultirale su prelaskom u plavi dres Dinama. U lipnju 2012. Čop je potpisao četverogodišnji ugovor sa zagrebačkim Dinamom. Duje se u Maksimiru sjajno snašao, odmah izborivši mjesto u udarnoj postavi. U svojoj prvoj sezoni u klubu iz Maksimira, Čop je odigrao 32 službene utakmice, postigavši pritom 12 pogodaka. Bile bi te brojke zasigurno i veće da ga ozljeda i problemi s leđima nisu udaljili s terena gotovo cijeli drugi dio sezone. U novu sezonu 2013./14., opet je odlično ušao, postigavši pogodak u superkup utakmici protiv "svog" Hajduka, doprinijevši tako osvajanju svog drugog trofeja u Dinamu, nakon osvojenog naslova prvaka Hrvatske 2012./13. Te je sezone Duje Čop s 22 postignuta pogotka bio najbolji strijelac 1. HNL.
Dana 11. siječnja 2015. Duje odlazi u Italiju, točnije u Cagliari. Nakon samo jedne polusezone u Italiji, Čop je posuđen španjolskoj Málagi. Hrvatski napadač je u Málagi odigrao 31 utakmicu i postigao sedam pogodaka, a nakon isteka posudbe napustio je klub i vratio se u Cagliari. Još krajem sezone Čop je isticao kako mu je želja ostati u Španjolskoj i da ne bi imao ništa protiv nastavka puta s Málagom, želja mu je djelomično ispunjena i priključio se je Sporting Gijónu. U tom klubu je Čop došao na jednogodišnju posudbu uz mogućnost otkupa ugovora na kraju sezone. Čop je za asturijsku momčad odigrao 31 utakmicu i postigao devet pogodaka. Nakon što je istekla posudba ponovno se vratio u Cagliari. Krajem kolovoza 2017. godine je hrvatski reprezentativac potpisao za belgijski Standard Liège.

### Čop u Hajduku
Čop je u Hajduku odigrao ukupno 77 utakmica i postigao 30 golova, od toga 10 golova dao je u 22 prijateljske utakmice. U službenim nastupima ima 39/10 u prvenstvu; 9 nastupa u kupu s 9 golova; jedan nastup u superkupu bez golova; i 6 europskih natjecanja s jednim golom. Svoj prvi nastup za Bile zabilježio je protiv Kamen Ingrada kao zamjena okrunivši ga jednim zgoditkom; konačni rezultat bio je 4:0 za Hajduk.
Statistika u Hajduku
| Natjecanje        | Nastupi | Zgoditci |
| ----------------- | ------- | -------- |
| Prvenstvo         | 39      | 10       |
| Kup               | 9       | 9        |
| Superkup          | 1       | 0        |
| Međunarodne       | 6       | 1        |
| Splitski podsavez | 0       | 0        |
| Ukupno            | 55      | 20       |
| Prijateljske      | 22      | 10       |
| Sveukupno         | 77      | 30       |

## Reprezentativna karijera
U mlađim selekcijama ima nastupe u dobnim uzrastima: do 16, do 17, do 20 i do 21. 
Dana 4. rujna 2014. Duje je po prvi put nastupio za seniorsku nogometnu reprezentaciju Hrvatske u Puli na stadionu Aldo Drosina protiv Cipra. U listopadu 2015. je Čop protiv Bugarske dobio crveni karton, par minuta prije završetka utakmice na Maksimiru.
Hrvatski nogometni izbornik objavio je u svibnju 2016. popis za nastup na Europskom prvenstvu u Francuskoj, na kojem se nalazio Čop. Jedinu priliku na Europskom prvenstvu je dobio u zadnjoj utakmici u grupnoj fazi u pobjedi protiv Španjolske. Čop je ušao u 92. minuti na teren Nouveau Stadea u Bordeauxu.
U studenom 2016. je Čop zabio svoj prvi pogodak u dresu Vatrenih u Belfastu protiv Sjeverne Irske. U svibnju 2017. za reprezentaciju postigao je i drugi pogodak, u senzacionalnoj pobjedi nad Meksikom.

### Pogodci za reprezentaciju
| #  | Datum               | Stadion                                | Protivnik      | Gol za | Rezultat | Natjecanje          |
| -- | ------------------- | -------------------------------------- | -------------- | ------ | -------- | ------------------- |
| 1. | 15. studenoga 2016. | Windsor Park, Belfast, Sjeverna Irska  | Sjeverna Irska | 0:2    | 0:3      | prijateljski susret |
| 2. | 28. svibnja 2017.   | LA Memorial Coliseum, Los Angeles, SAD | Meksiko        | 0:1    | 1:2      | prijateljski susret |

## Priznanja

### Individualna
- Najbolji strijelac prve HNL u sezoni 2013./14. s 22 pogotka.

### Klupska
Hajduk Split
- Hrvatski nogometni kup (1): 2009./10.

Dinamo Zagreb
- 1. HNL (3): 2012./13., 2013./14., 2021./22.
- Hrvatski kup (1): 2014./15.
- Hrvatski superkup (1): 2013.

Standard Liège
- Belgijski nogometni kup (1): 2017./18.

Rijeka
- HNL (1): 2024./25.
- Hrvatski kup (1): 2024./25.

## Vanjske poveznice
- Profil, Hrvatski nogometni savez
- Profil, Soccerway (engl.)
- Profil, Transfermarkt (engl.)